# Birdhouse Skateboards
Birdhouse is een bedrijf dat skateboards, wielen, kleren en andere accessoires produceert. Het is opgericht door  oud-Powel Peralta leden Tony Hawk en Per Welinder in 1992. Birdhouse maakt deel uit van de Blitz Distribution. 

## Huidige Team

### Professioneel
- Tony Hawk
- Steve Nesser
- Brian Sumner
- Jeremy Klein
- Willy Santos
- Matt Ball
- Anthony "Ragdoll" Scalemere

### Amateur
- Jon Goeman
- Jean Postec
- Sean Eaton
- Shaun Gregoire
- Randy Ploesser
- David Loy

## Video's
De laatste film: The End is in 1998 geproduceerd en uitgegeven. Tegenwoordig wordt er gewerkt aan een nieuw deel die in 2007 moet uitkomen.